# エイミー・リー
エイミー・リー（本名：Amy Lynn Hartzler、出生名：Amy Lynn Lee、1981年12月13日 - ）は、アメリカのミュージシャン。
エヴァネッセンスのヴォーカリスト・ピアニスト。目の色はグリーン。身長161cm。

## 来歴

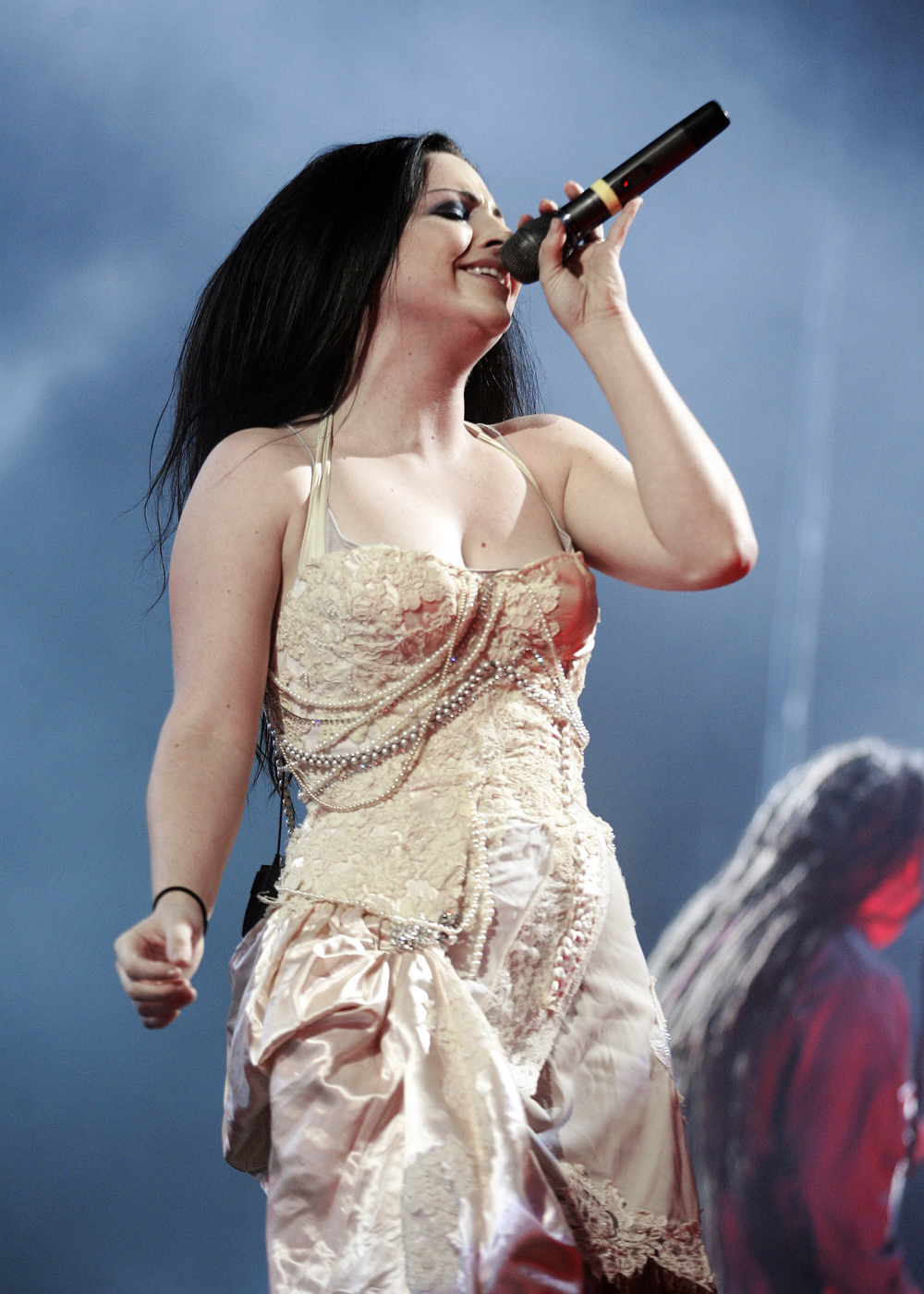
エヴァネッセンス - マイアミ公演（2007年10月）

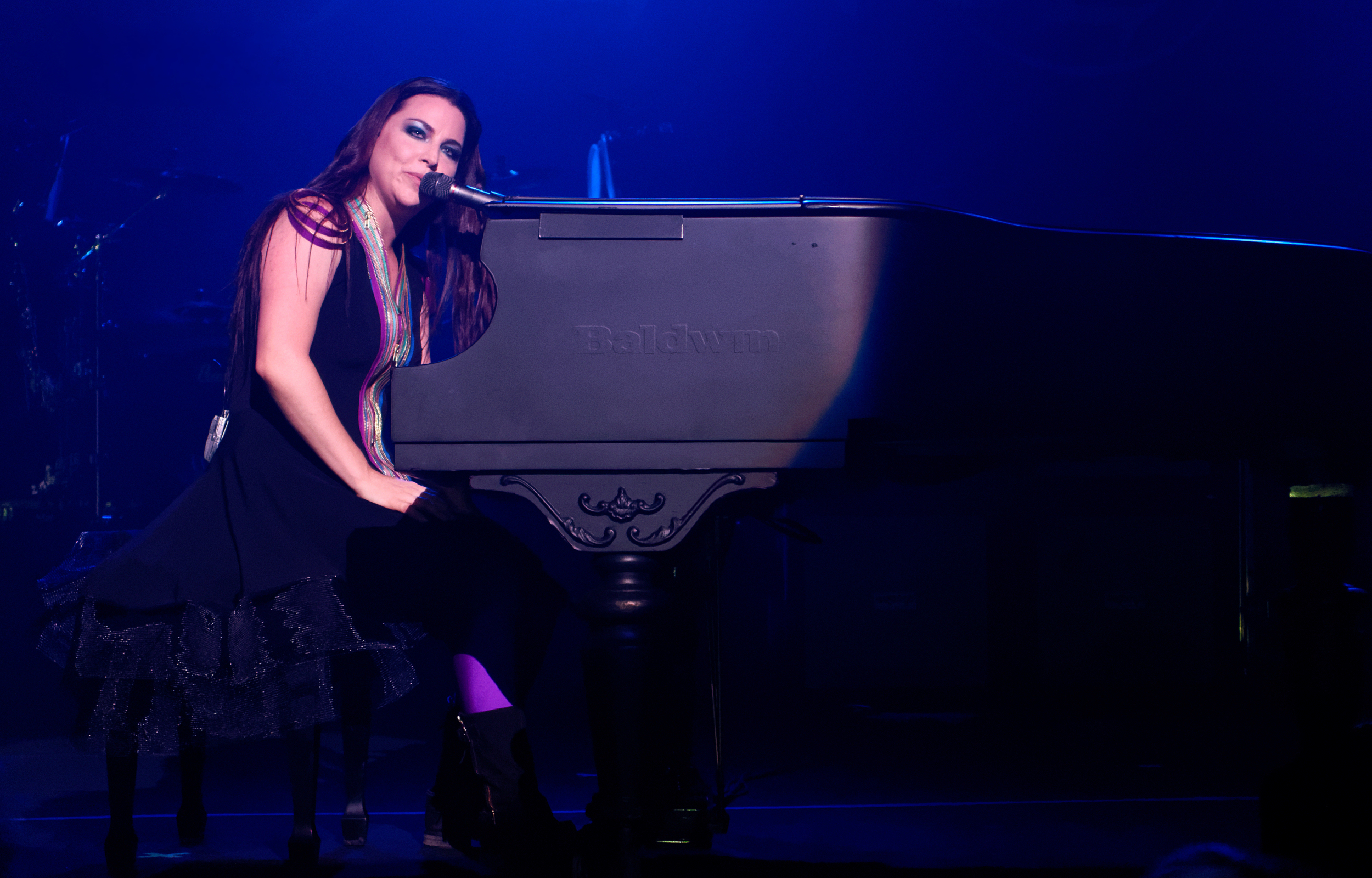
エヴァネッセンス - ロサンゼルス公演（2015年11月）

アメリカ合衆国カリフォルニア州リバーサイドで生まれ、数度の転居を繰り返した後にアーカンソー州リトルロックに落ち着き、そこで育つ。
クラシック・ピアノを9年間学び、学校では合唱隊の長を務めた。そして中学時代にユース・キャンプでミート・ローフの I'd Do Anthing For Love をピアノで弾き語りをしたことがきっかけでベン・ムーディーとともにバンドを始めることとなった。以後の経緯はエヴァネッセンスを参照。
エイミー・リーは、「Going Under」のPVで使われた衣装やグラミー賞授賞式で着たドレス、他にもライヴで着る衣装を自分でデザインしている。
2007年1月9日に収録されたテレビ番組内で、前日8日に婚約したことを明らかにした。お相手は4歳年上でセラピストのジョシュ・ハーツラー。後に「ブリング・ミー・トゥ・ライフ」や「グッド・イナフ」が婚約者にインスパイアされて書いた楽曲であることも語られた。二人は同年5月6日に挙式し、ハネムーンでバハマに滞在した。
2014年7月28日結婚相手との間に第一子（男子、Jack Lion Hartzler
）出産。

## Out Of The Shadows キャンペーン
音楽以外の面でも、リーはてんかん協会のスポークスパーソンとして“Out of The Shadows”というキャンペーンを行っている。これはてんかんへの注意を喚起し、差別されることなく平等に扱われるようにすることを目的としている。リーの弟はてんかん発作を過去に起こしており、彼女自身がそこに居合わせていた経験がある。そのため家族全員にとって重要なプロジェクトになっているという。

## 参考
1. ↑  BARKS 07.05.13
2. ↑  AFP BB News 2007年12月4日
3. ↑  Evernescence singer Amy Lee birth to baby boy (US weekly) July 28, 2014.
4. ↑  Out of the Shadows